# Giuseppe Napoli
Pour les articles homonymes, voir Napoli.
Giuseppe Napoli (1929-1967) est un peintre, sculpteur italo-américain de l’école de New York qui s’illustra au sein d’un groupe dans les années 1950-60. Durant cette période, il vécut à Greenwich Village dans Sullivan Street. À la suite d'une dépression, il se donna la mort en 1967.

## Biographie
Sa peinture évolue d’un style figuratif vers l’expressionnisme abstrait. Il fut influencé par Giorgio Morandi qui lui dédicaça une Natura Morte de 1955, a Signore Giuseppe Napoli con amicizia e stima.
En 1955, son œuvre est exposée à la Zabriskie Gallery (en) à New-York dans un collectif de quatorze peintres (Ross Adams, Pat Adams (en), Edward Colker, Thomas Boutis, Edmond Casarella (en), Thomas George, Maurice Golubov, Clinton Hill, Lester Johnson (en), John Kacere (en), Vincent Longo, David Sawin (en), John Sennhauser du 24 janvier au 12 février et du 14 septembre au 9 octobre et du 14 février au 5 mars pour ses seuls tableaux.
Ses œuvres seront exposées dans d’autres galeries comme la Galleria Maria ou la Paula Insel Gallery. Elizabeth Fehr Gallery présente, en 1961, ses natures mortes. En 1968, la Roslyn Art Gallery présente certains de ses collages.
Sa sensibilité évolue tout au long de sa vie.
En 1960, le magazine Arts parle de la négligence formelle de ses peintures signant son désintérêt pour le style.
En 1961, dans le Art Magazine, son style est décrit comme un mélange abstrait de couleurs primaires éclatantes et où le noir et le blanc servent d’harmonisateurs.
En 1962, son art oscille entre abstractions et sujets précis réalisés dans un style simple épuré. Ses sujets sont alors, les bouteilles, les avions et les nus.
En 1963, le New-Yorker évoque ses peintures abstraites sur le thème de la musique.
Certaines de ses œuvres sont exposées au Bowdoin College Museum of Art.